# Lieu-Saint-Amand
Pour les articles homonymes, voir Saint-Amand.
Lieu-Saint-Amand est une commune française située dans le département du Nord, en région Hauts-de-France.

## Géographie

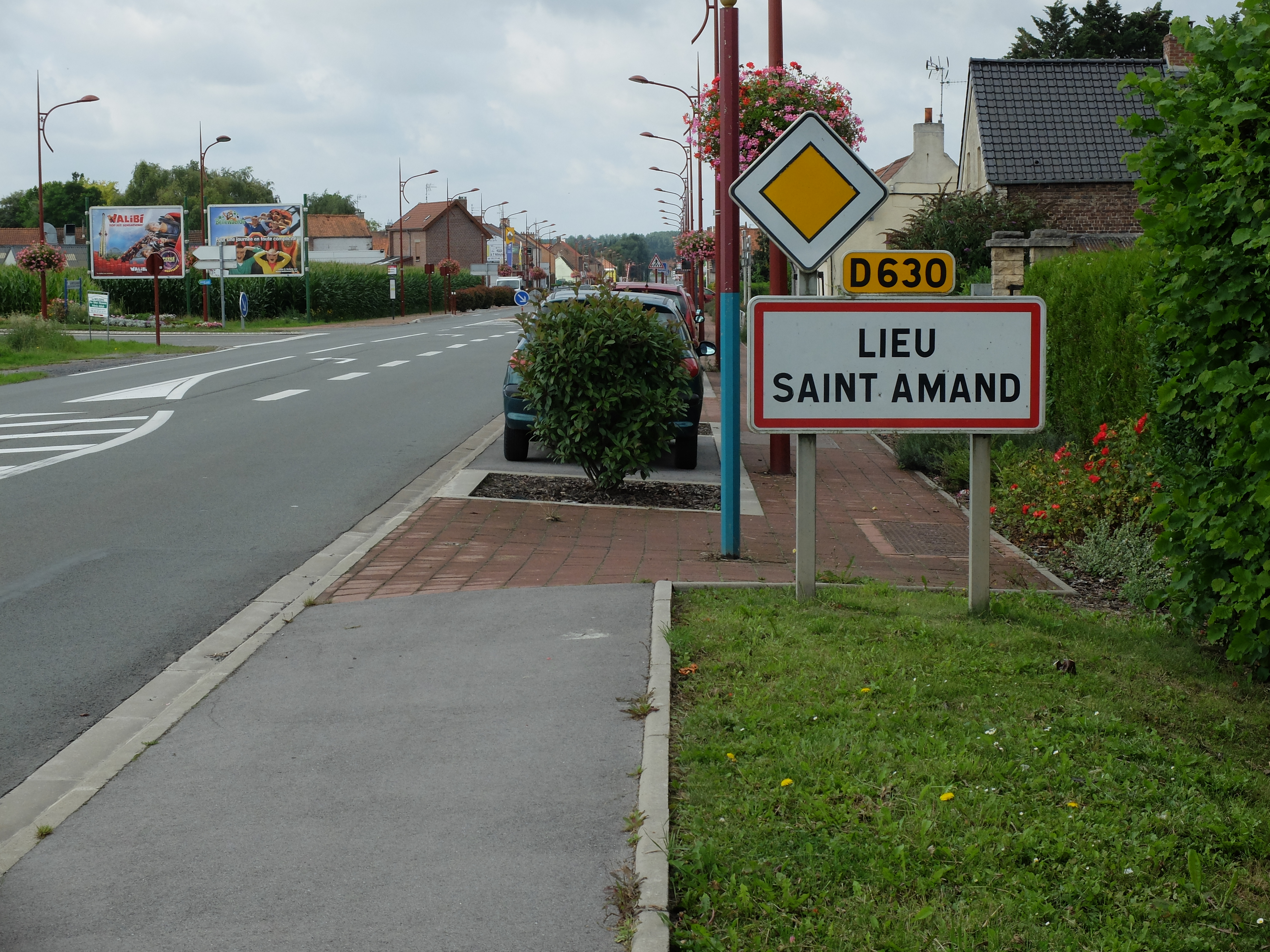
Une entrée de la commune.

Lieu-Saint-Amand est un bourg de l'ancien bassin minier du Nord-Pas-de-Calais  et de l'Ostrevent jouxtant Bouchain et situé à 15 km à vol d'oiseau au sud-ouest de Valenciennes, 25 km de la frontière belge et 48 km de Mons, et 14 km au nord-est de Cambrai.

### Communes limitrophes
Les communes limitrophes sont Neuville-sur-Escaut, Avesnes-le-Sec, Bouchain, Hordain et Noyelles-sur-Selle.
|          | Neuville-sur-Escaut |                    |
| Bouchain | Lieu-Saint-Amand    | Noyelles-sur-Selle |
| Hordain  |                     | Avesnes-le-Sec     |

### Hydrographie

#### Réseau hydrographique
La commune est située dans le bassin Artois-Picardie. Elle est drainée par le Lieu-Saint-Amand,.

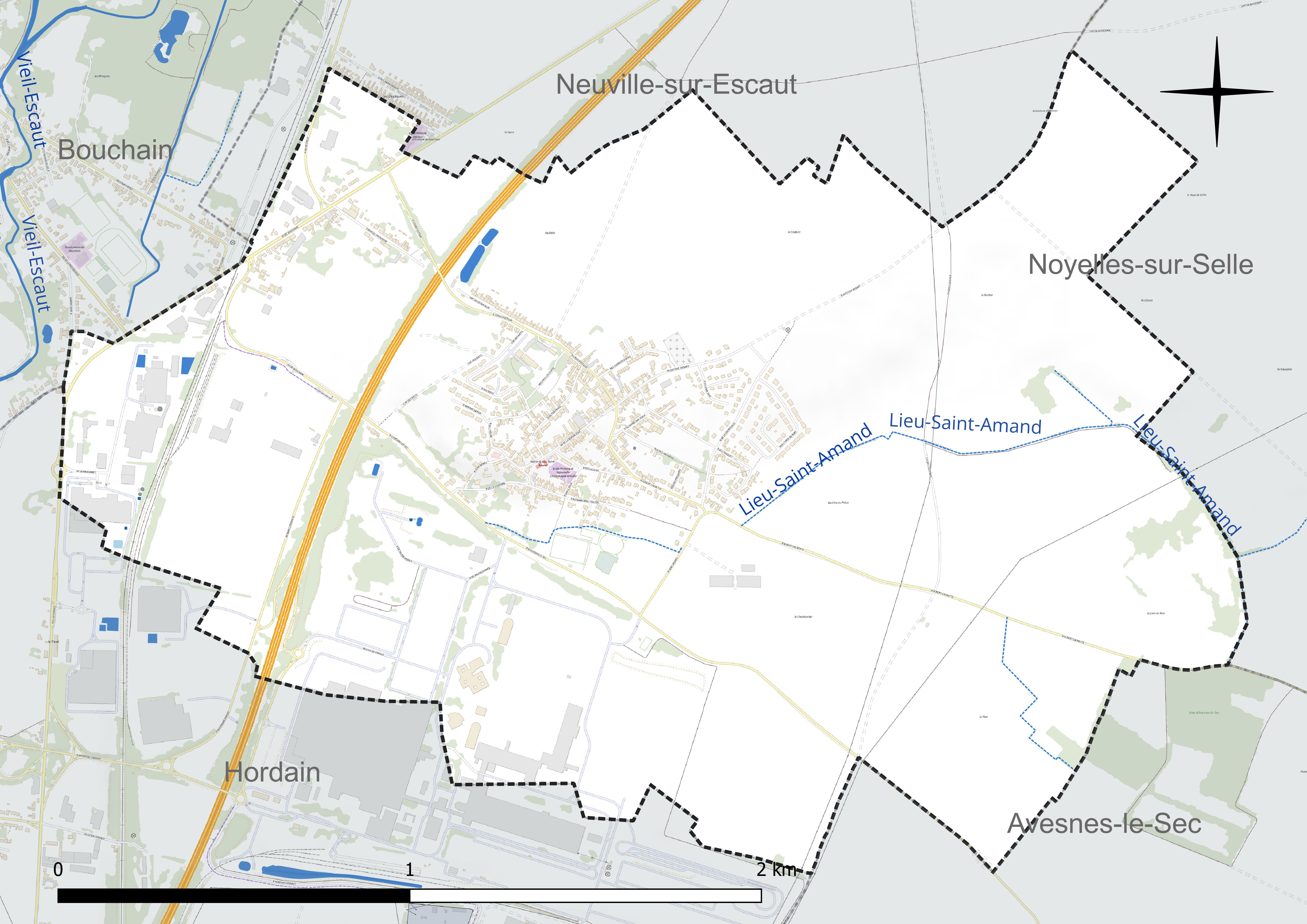
Réseau hydrographique de Lieu-Saint-Amand.

#### Gestion et qualité des eaux
Le territoire communal est couvert par le schéma d'aménagement et de gestion des eaux (SAGE) « Escaut ». Ce document de planification concerne un territoire de 2 005 km2 de superficie, délimité par le bassin versant de l'Escaut. Le périmètre a été arrêté le 9 juin 2006 et le SAGE proprement dit a été approuvé le 13 juillet 2021. La structure porteuse de l'élaboration et de la mise en œuvre est le syndicat mixte Escaut et Affluents (SyMEA). 
La qualité des cours d'eau peut être consultée sur un site dédié géré par les agences de l'eau et l'Agence française pour la biodiversité. 

### Climat
Pour des articles plus généraux, voir Climat des Hauts-de-France et Climat du Nord.
En 2010, le climat de la commune est de type climat océanique dégradé des plaines du Centre et du Nord, selon une étude du CNRS s'appuyant sur une série de données couvrant la période 1971-2000. En 2020, Météo-France publie une typologie des climats de la France métropolitaine dans laquelle la commune est dans une zone de transition entre le climat océanique et le climat océanique altéré et est dans la région climatique  Nord-est du bassin Parisien, caractérisée par un ensoleillement médiocre, une pluviométrie moyenne régulièrement répartie au cours de l'année et un hiver froid (3 °C). 
Pour la période 1971-2000, la température annuelle moyenne est de 10,4 °C, avec une amplitude thermique annuelle de 14,9 °C. Le cumul annuel moyen de précipitations est de 714 mm, avec 11,4 jours de précipitations en janvier et 9,3 jours en juillet. Pour la période 1991-2020, la température moyenne annuelle observée sur la station météorologique la plus proche, située sur la commune de Valenciennes à 16 km à vol d'oiseau, est de 11,0 °C et le cumul annuel moyen de précipitations est de 694,1 mm,. Pour l'avenir, les paramètres climatiques de la commune estimés pour 2050 selon différents scénarios d'émission de gaz à effet de serre sont consultables sur un site dédié publié par Météo-France en novembre 2022.

## Urbanisme

### Typologie
Au 1er janvier 2024, Lieu-Saint-Amand est catégorisée petite ville, selon la nouvelle grille communale de densité à sept niveaux définie par l'Insee en 2022.
Elle appartient à l'unité urbaine de Valenciennes (partie française), une agglomération internationale regroupant 56  communes, dont elle est une commune de la banlieue,,. Par ailleurs la commune fait partie de l'aire d'attraction de Valenciennes (partie française), dont elle est une commune de la couronne,. Cette aire, qui regroupe 102 communes, est catégorisée dans les aires de 200 000 à moins de 700 000 habitants,.

### Occupation des sols

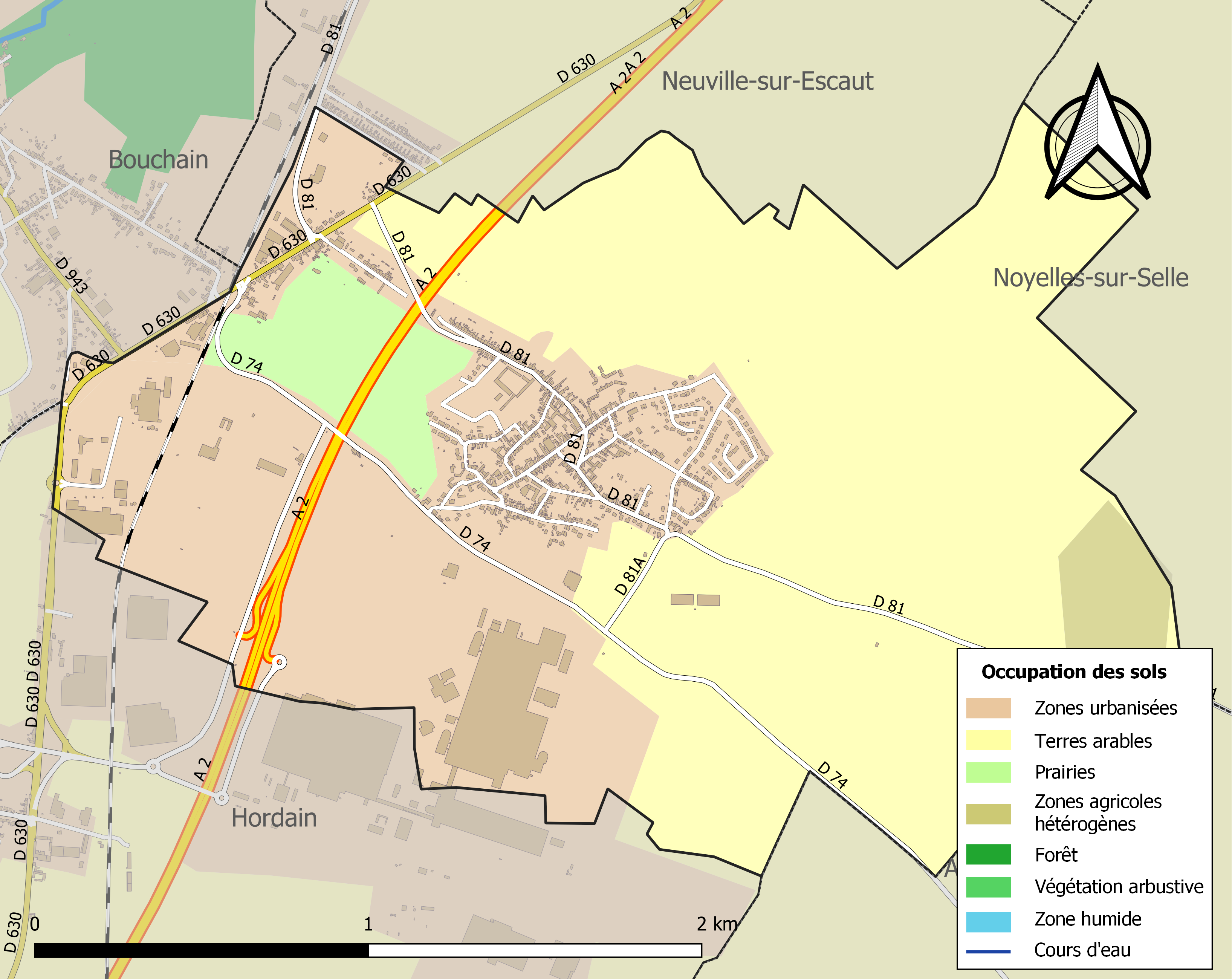
Carte des infrastructures et de l'occupation des sols de la commune en 2018 (CLC).

L'occupation des sols de la commune, telle qu'elle ressort de la base de données européenne d'occupation biophysique des sols Corine Land Cover (CLC), est marquée par l'importance des territoires agricoles (61,4 % en 2018), en diminution par rapport à 1990 (70 %). La répartition détaillée en 2018 est la suivante : 
terres arables (53,5 %), zones industrielles ou commerciales et réseaux de communication (26,5 %), zones urbanisées (12,1 %), prairies (4,9 %), zones agricoles hétérogènes (3,1 %). L'évolution de l'occupation des sols de la commune et de ses infrastructures peut être observée sur les différentes représentations cartographiques du territoire : la carte de Cassini (XVIIIe siècle), la carte d'état-major (1820-1866) et les cartes ou photos aériennes de l'IGN pour la période actuelle (1950 à aujourd'hui).

### Habitat et logement
En 2018, le nombre total de logements dans la commune était de 586, alors qu'il était de 543 en 2013 et de 503 en 2008.
Parmi ces logements, 94 % étaient des résidences principales, 0,9 % des résidences secondaires et 5,1 % des logements vacants. Ces logements étaient pour 97,7 % d'entre eux des maisons individuelles et pour 2,3 % des appartements.
Le tableau ci-dessous présente la typologie des logements à Lieu-Saint-Amand en 2018 en comparaison avec celle du Nord et de la France entière. Une caractéristique marquante du parc de logements est ainsi une proportion de résidences secondaires et logements occasionnels (0,9 %) inférieure à celle du département (1,6 %) et  à celle de la France entière (9,7 %). Concernant le statut d'occupation de ces logements, 79,7 % des habitants de la commune sont propriétaires de leur logement (82,3 % en 2013), contre 54,7 % pour le Nord et 57,5 % pour la France entière.
| Typologie                                               | Lieu-Saint-Amand | Nord | France entière |
| ------------------------------------------------------- | ---------------- | ---- | -------------- |
| Résidences principales (en %)                           | 94               | 90,8 | 82,1           |
| Résidences secondaires et logements occasionnels (en %) | 0,9              | 1,6  | 9,7            |
| Logements vacants (en %)                                | 5,1              | 7,7  | 8,2            |

### Voies de communications et transports
Lieu-Saint-Amand est située sur la route nationale 30, traversée par l'autoroute A2 (sortie 15.1), à 2 km de Bouchain et 17 km de Valenciennes.
La commune est desservie par les lignes 101 et 112 du réseau urbain Transvilles.
La commune est traversée par la ligne de Busigny à Somain, mais la station de chemin de fer la plus proche est la gare de Bouchain, desservie par des trains qui effectuent des missions entre les gares de Cambrai et de Valenciennes.

### Toponymie
La localité a été dénommée Locus-Sancti-Amandi.
Lieu-Saint-Amand se nommait autrefois en latin HALCIACUM et en langue romaine HAUSSY sans doute parce que relativement à la vallée de l'Escaut, il est situé sur une hauteur[réf. nécessaire].

## Histoire
Longtemps les historiens ont affirmé que Lieu-Saint-Amand n'existait pas antérieurement à 1096. Au vu de l'indication « Halicacus » dans un diplôme, il est possible de penser que « Halciacum » était implanté dès l'an 822 sous le règne de Louis le Pieux.
En 1123, Burchant, évêque de Cambrai, donna l'autel c'est-à-dire, la commune d'Haussy en Ostrevent à l'abbaye de Saint-Amand en Pévèle. L'abbaye qui possédait déjà Haussy sur la Selle, craignait que la similitude des noms n'engendre des confusions préjudiciables aux intérêts de la maison, remplaça le nom Halciacum par Locus Sancti Amand ou en Français Lieu-Saint-Amand,
15 juillet 1793 un corps Français posté dans le village est attaqué et délogé, après une vive résistance, par des Autrichiens.
La commune est traversée par l'autoroute A2 qui relie Paris à Bruxelles ouverte en 1972.

## Politique et administration

### Rattachements administratifs et électoraux

#### Rattachements administratifs
La commune se trouve  dans l'arrondissement de Valenciennes du département du Nord.  
Elle faisait partie depuis 1793 du canton de Bouchain. Dans le cadre du redécoupage cantonal de 2014 en France, cette circonscription administrative territoriale a disparu, et le canton n'est plus qu'une circonscription électorale.

#### Rattachements électoraux
Pour les élections départementales, la commune fait partie depuis 2014 du canton de Denain
Pour l'élection des députés, elle fait partie de la  	Dix-neuvième circonscription du Nord.

### Intercommunalité
Lieu-Saint-Amand est membre fondateur de la communauté d'agglomération de la Porte du Hainaut, un établissement public de coopération intercommunale (EPCI) à fiscalité propre créé initialement en 2001 et auquel la commune a transféré un certain nombre de ses compétences, dans les conditions déterminées par le code général des collectivités territoriales.

### Liste des maires
| Période                                  | Période                   | Identité              | Étiquette | Qualité                                        |
| ---------------------------------------- | ------------------------- | --------------------- | --------- | ---------------------------------------------- |
| Les données manquantes sont à compléter. |                           |                       |           |                                                |
|                                          |                           |                       |           |                                                |
| avant 1802-1803                          |                           | A. Bouchez            |           |                                                |
| avant 1807.                              |                           | M. Blin               |           |                                                |
|                                          |                           |                       |           |                                                |
| avant 1881.                              |                           | M. Margerin           |           |                                                |
|                                          |                           |                       |           |                                                |
| octobre 1947                             | juillet 1957              | Charlemagne Brisville |           | Mort en fonction                               |
| septembre 1957                           | mars 1977                 | Charles Dupas         | DVG       |                                                |
| mars 1977                                | mars 1989                 | Louis Deliège         | DVG       |                                                |
| mars 1989                                | mars 2014                 | Jacques Boileux       | DVG       |                                                |
| mars 2014,                               | En cours (au 6 juin 2023) | Jean-Michel Denhez    | PCF       | Cadre retraité Réélu pour le mandat 21020-2026 |

## Équipements et services publics

### Justice, sécurité, secours et défense
La commune relève du tribunal judiciaire de Valenciennes, de la cour d'appel de Douai, du tribunal pour enfants de Valenciennes, du conseil de prud'hommes de Valenciennes, du tribunal de commerce de Valenciennes, du tribunal administratif de Lille et de la cour administrative d'appel de Douai.

## Population et société

### Démographie

#### Évolution démographique
L'évolution du nombre d'habitants est connue à travers les recensements de la population effectués dans la commune depuis 1800. Pour les communes de moins de 10 000 habitants, une enquête de recensement portant sur toute la population est réalisée tous les cinq ans, les populations de référence des années intermédiaires étant quant à elles estimées par interpolation ou extrapolation. Pour la commune, le premier recensement exhaustif entrant dans le cadre du nouveau dispositif a été réalisé en 2005.

En 2022, la commune comptait 1 464 habitants, en évolution de +10,49 % par rapport à 2016 (Nord : +0,51 %, France hors Mayotte : +2,11 %).
| 1800 | 1806 | 1821 | 1831 | 1836 | 1841 | 1846 | 1851 | 1856 |
| ---- | ---- | ---- | ---- | ---- | ---- | ---- | ---- | ---- |
| 347  | 458  | 491  | 526  | 585  | 601  | 638  | 621  | 646  |

| 1861 | 1866 | 1872 | 1876 | 1881 | 1886 | 1891 | 1896 | 1901 |
| ---- | ---- | ---- | ---- | ---- | ---- | ---- | ---- | ---- |
| 728  | 850  | 935  | 913  | 835  | 879  | 839  | 819  | 838  |

| 1906 | 1911 | 1921 | 1926 | 1931 | 1936 | 1946 | 1954 | 1962  |
| ---- | ---- | ---- | ---- | ---- | ---- | ---- | ---- | ----- |
| 835  | 850  | 776  | 792  | 811  | 860  | 858  | 922  | 1 137 |

| 1968  | 1975  | 1982  | 1990  | 1999  | 2005  | 2006  | 2010  | 2015  |
| ----- | ----- | ----- | ----- | ----- | ----- | ----- | ----- | ----- |
| 1 128 | 1 067 | 1 172 | 1 265 | 1 247 | 1 265 | 1 264 | 1 260 | 1 338 |

| 2020  | 2022  | - | - | - | - | - | - | - |
| ----- | ----- | - | - | - | - | - | - | - |
| 1 465 | 1 464 | - | - | - | - | - | - | - |

#### Pyramide des âges
La population de la commune est relativement jeune.
En 2018, le taux de personnes d'un âge inférieur à 30 ans s'élève à 36,2 %, soit en dessous de la moyenne départementale (39,5 %). À l'inverse, le taux de personnes d'âge supérieur à 60 ans est de 24,4 % la même année, alors qu'il est de 22,5 % au niveau départemental.
En 2018, la commune comptait 696 hommes pour 692 femmes, soit un taux de 50,14 % d'hommes, légèrement supérieur au taux départemental (48,23 %).
Les pyramides des âges de la commune et du département s'établissent comme suit.
| Hommes | Classe d’âge | Femmes |
| ------ | ------------ | ------ |
| 1,0    | 90 ou +      | 0,4    |
| 5,4    | 75-89 ans    | 8,1    |
| 15,5   | 60-74 ans    | 18,5   |
| 20,7   | 45-59 ans    | 17,4   |
| 18,9   | 30-44 ans    | 21,6   |
| 16,6   | 15-29 ans    | 13,4   |
| 21,9   | 0-14 ans     | 20,5   |

| Hommes | Classe d’âge | Femmes |
| ------ | ------------ | ------ |
| 0,5    | 90 ou +      | 1,4    |
| 5,3    | 75-89 ans    | 8,1    |
| 14,8   | 60-74 ans    | 16,2   |
| 19,1   | 45-59 ans    | 18,4   |
| 19,5   | 30-44 ans    | 18,7   |
| 20,7   | 15-29 ans    | 19,1   |
| 20,2   | 0-14 ans     | 18     |

## Culture locale et patrimoine

### Lieux et monuments
- Église Saint-Martin de 1599 ;

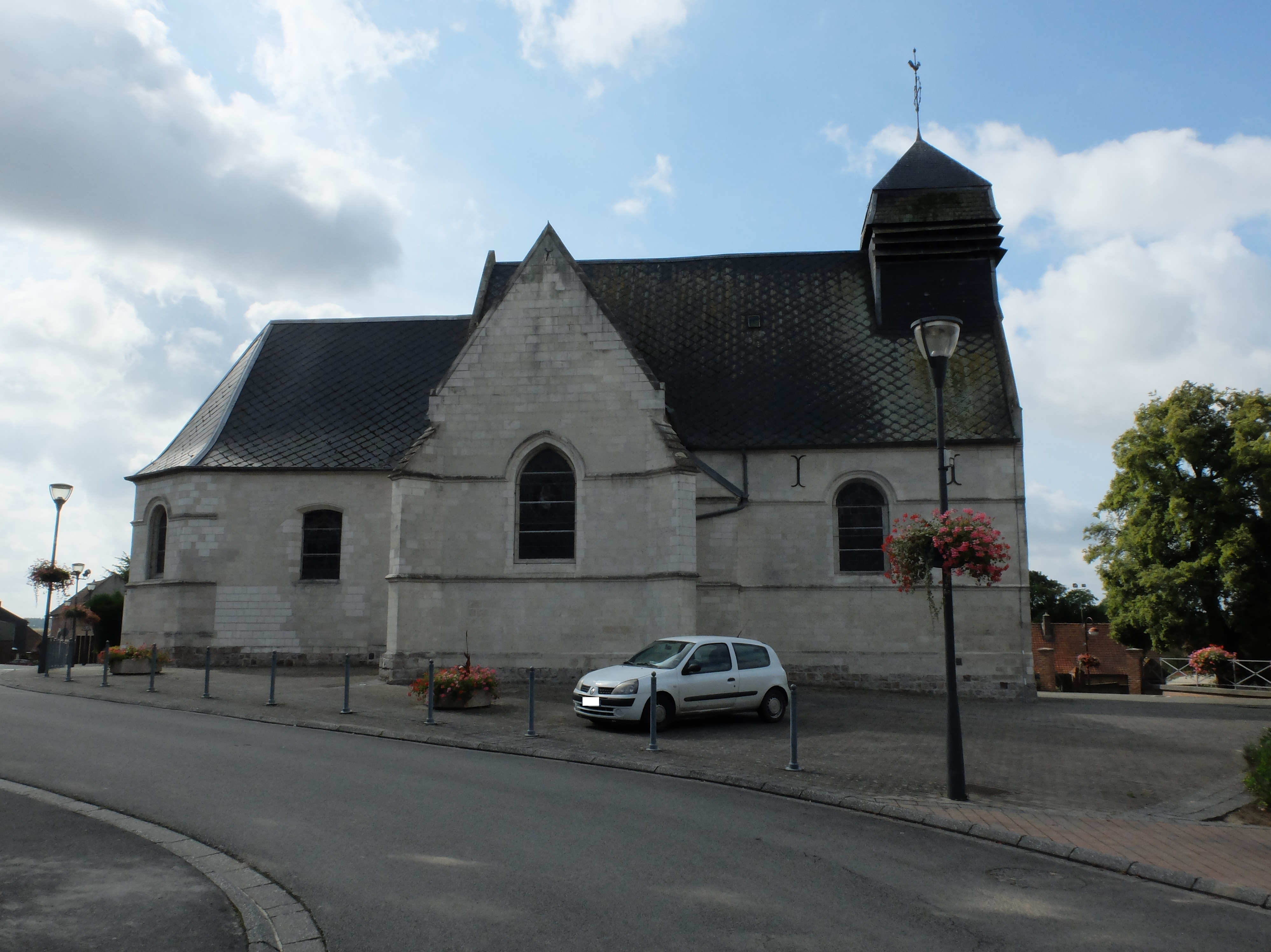
L'église...
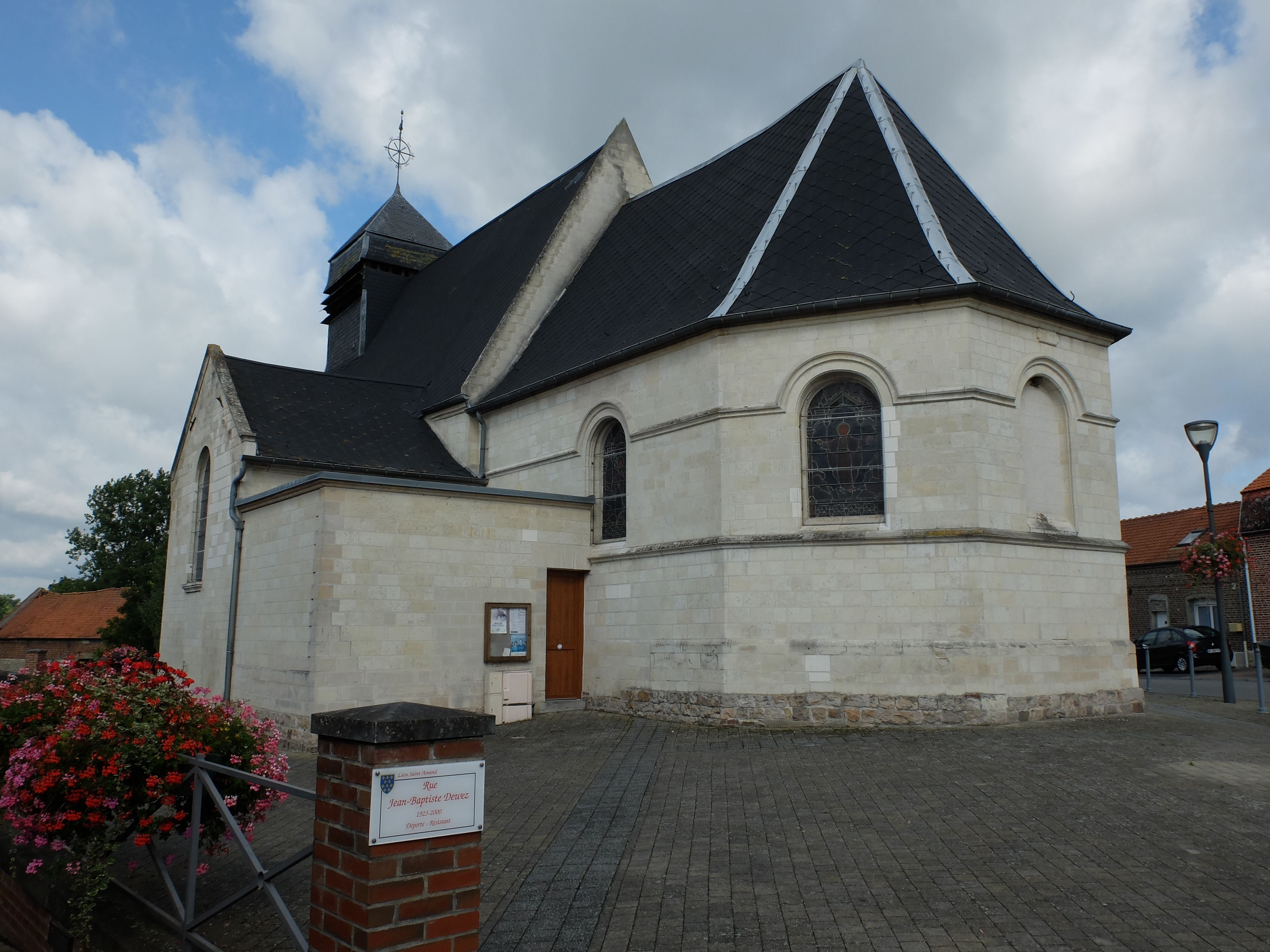
... et son chevet.
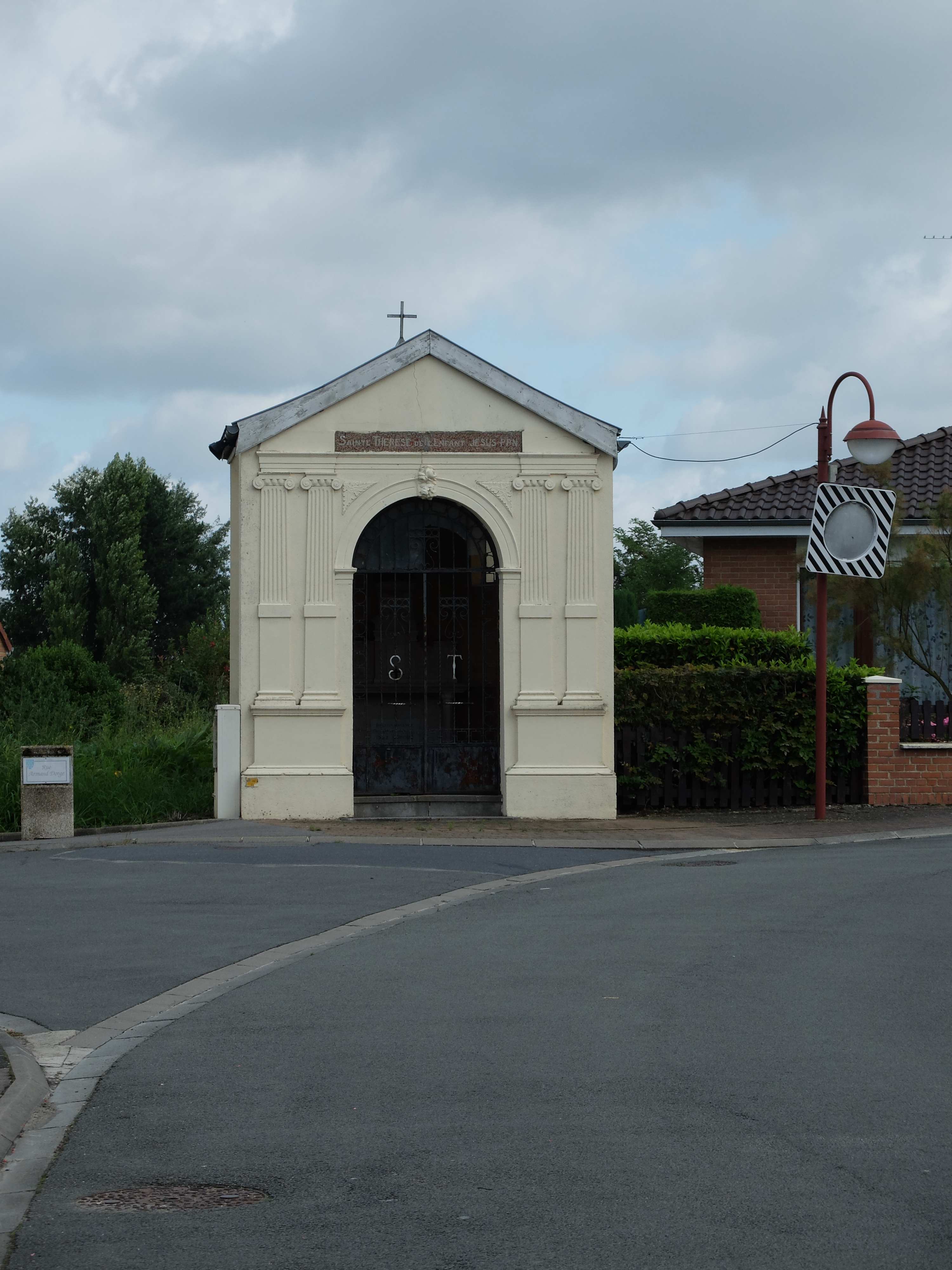
Chapelle.
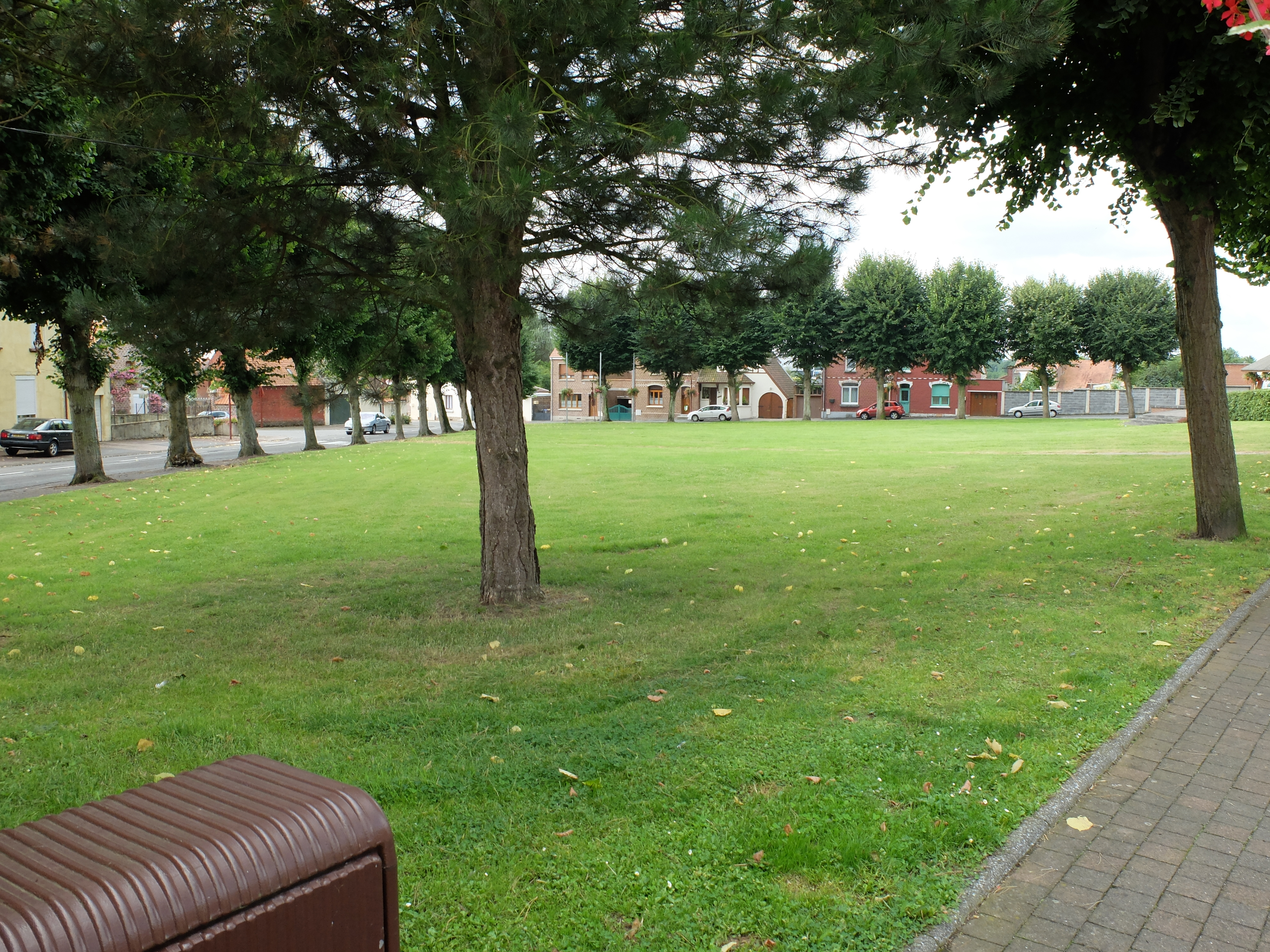
Place de la Nation.

### Héraldique
| Blason de Lieu-Saint-Amand | Blason  | D'azur semé de fleurs de lys d'or.               |
| Blason de Lieu-Saint-Amand | Détails | Le statut officiel du blason reste à déterminer. |

## Pour approfondir